# Rizhao (häradshuvudort)
Rizhao (kinesiska: 日照, 日照市, 日照街道, 东港) är en häradshuvudort i Kina. Den ligger i provinsen Shandong, i den östra delen av landet, omkring 260 kilometer sydost om provinshuvudstaden Jinan. Antalet invånare är 246 387.
Närmaste större samhälle är Rizhao, 7,8 km sydost om Rizhao. Runt Rizhao är det i huvudsak tätbebyggt.
Genomsnittlig årsnederbörd är 1 176 millimeter. Den regnigaste månaden är juli, med i genomsnitt 303 mm nederbörd, och den torraste är januari, med 11 mm nederbörd.